# Етита, Тио
Тио Етита (англ. Tio Etita, род. 23 ноября 1994) — кирибатийская легкоатлетка, выступающая в беге на короткие дистанции.

## Биография
Тио Етита родилась 23 ноября 1994 года.
В 2010 году вошла в состав сборной Кирибати на летних юношеских Олимпийских играх в Сингапуре. В беге на 100 метров заняла последнее, 7-е место в предварительном забеге, показав результат 14,59 секунды. В утешительном финале за 28-33-е финишировала предпоследней (14,43).
В том же году стала бронзовым призёром чемпионата Кирибати в беге на 100 метров (14,8).
В 2012 году участвовала в чемпионате мира по лёгкой атлетике в помещении в Стамбуле. В беге на 60 метров выбыла в четвертьфинале, показав 60-е время среди 61 участницы — 9,14.

## Личные рекорды
- Бег на 60 метров (в помещении) — 9,14 (10 марта 2012, Стамбул)[5]
- Бег на 100 метров — 14,43 (21 августа 2010, Сингапур)[5]